# Walter Ludewig (Unternehmer)
Walter Ludewig (* 10. Februar 1910 in Herford; † 23. Juli 2007 ebenda) war ein deutscher Unternehmer. Der langjährige Chef des Möbelunternehmens Poggenpohl prägte als solcher die Massenfertigung der Einbauküche.
Der gelernte Bankkaufmann Ludewig war 1935 als junger Mann zu Poggenpohl gekommen. Bereits fünf Jahre nach seinem Eintritt in das Unternehmen wurde er persönlich haftender Gesellschafter.
Nach Kriegsende engagierte sich Walter Ludewig als Vordenker und Trendsetter für die Weiterentwicklung der Anbauküche zur industriell gefertigten Spanplatten-Einbauküche.
In der Möbelbranche und in Wirtschaftsverbänden übernahm Ludewig regional und überregional zahlreiche Ehrenämter, beispielsweise als Gründungsmitglied und jahrzehntelanges Vorstandsmitglied der „Arbeitsgemeinschaft moderne Küche“ (AMK) und als Präsident des Europäischen Verbandes der Küchenmöbelhersteller (Paris, Brüssel). Für seine Verdienste verlieh ihm der nordrhein-westfälische Wirtschaftsminister 1980 das Große Bundesverdienstkreuz.

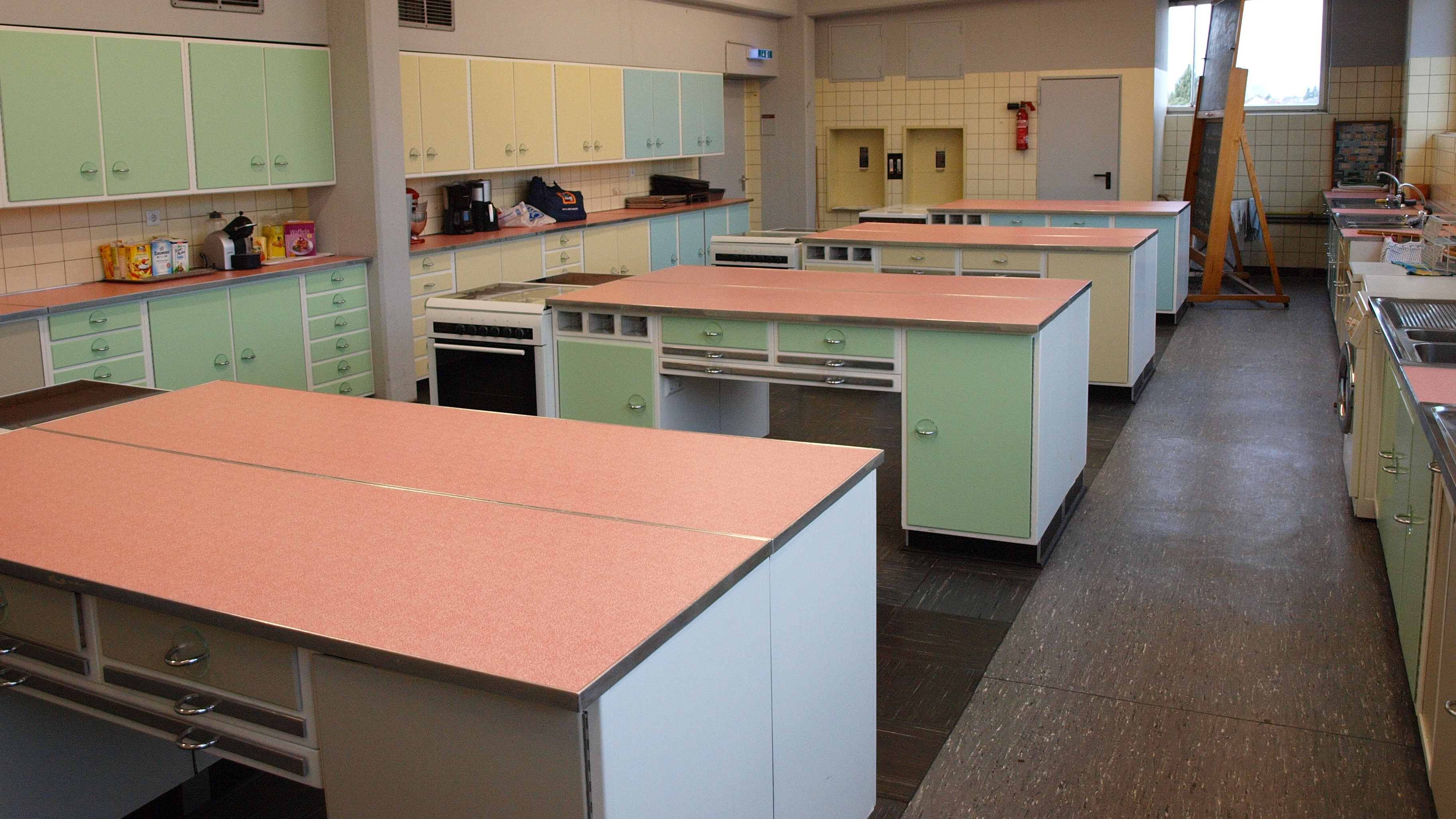
Poggenpohl-Lehrküche, Gymnasium Siegburg Alleestrasse (Unter Denkmalschutz)